# モヨ・マルコム強志
モヨ マルコム 強志（もよ まるこむ つよし、2001年6月3日 - ）は、大阪府出身のプロサッカー選手。Jリーグ 徳島ヴォルティス所属。ポジションはディフェンダー(DF)。

## 経歴
イギリス人の父親と日本人の母親のハーフである。
2023年5月、法政大学から2024年にV・ファーレン長崎への加入と2023年特別指定選手として長崎でプレーすることを発表した。
2024年8月、藤枝MYFCに育成型期限付き移籍。
2025年、当初は長崎に復帰だったが、2月5日にポルトガルのポルティモネンセSCへの期限付き移籍を発表。
2025年8月7日徳島ヴォルティスに完全移籍として加入した。

## 所属クラブ
- アンテローブ塩尻ジュニア[3]
- ガンバ大阪ジュニアユース[3]
- 東福岡高校[3]
- 法政大学
  - 2023年5月 - 11月 V・ファーレン長崎
- 2024年 -  V・ファーレン長崎
  - 2024年8月 - 12月  藤枝MYFC（育成型期限付き移籍）

## 個人成績
| 国内大会個人成績 | 国内大会個人成績 | 国内大会個人成績 | 国内大会個人成績 | 国内大会個人成績 | 国内大会個人成績 | 国内大会個人成績 | 国内大会個人成績 | 国内大会個人成績 | 国内大会個人成績 | 国内大会個人成績 | 国内大会個人成績 |
| 年度             | クラブ           | 背番号           | リーグ           | リーグ戦         | リーグ戦         | リーグ杯         | リーグ杯         | オープン杯       | オープン杯       | 期間通算         | 期間通算         |
| 年度             | クラブ           | 背番号           | リーグ           | 出場             | 得点             | 出場             | 得点             | 出場             | 得点             | 出場             | 得点             |
| 日本             | 日本             | 日本             | 日本             | リーグ戦         | リーグ戦         | リーグ杯         | リーグ杯         | 天皇杯           | 天皇杯           | 期間通算         | 期間通算         |
| ---------------- | ---------------- | ---------------- | ---------------- | ---------------- | ---------------- | ---------------- | ---------------- | ---------------- | ---------------- | ---------------- | ---------------- |
| 2024             | 長崎             | 27               | J2               | 14               | 0                | 3                | 0                | 1                | 0                | 18               | 0                |
| 2024             | 藤枝             | 97               | J2               | 11               | 0                | -                | -                | -                | -                | 11               | 0                |
| ポルトガル       | ポルトガル       | ポルトガル       | ポルトガル       | リーグ戦         | リーグ戦         | リーグ杯         | リーグ杯         | ポルトガル杯     | ポルトガル杯     | 期間通算         | 期間通算         |
| 2024-25          | ポルティモネンセ |                  | リーガ2          |                  |                  |                  |                  |                  |                  |                  |                  |
| 通算             | 日本             | 日本             | J2               | 25               | 0                | 3                | 0                | 1                | 0                | 29               | 0                |
| 総通算           | 総通算           | 総通算           | 総通算           | 25               | 0                | 3                | 0                | 1                | 0                | 29               | 0                |

出場歴
- Jリーグ初出場：2024年3月24日 J2第6節 ヴァンフォーレ甲府戦（トランスコスモススタジアム長崎）

## 代表歴
- 2020年：U-19日本代表候補
- 2021年：U-20日本代表候補